# Liste des films produits par 20th Century Studios
 (mai 2019).
Cet article regroupe les films produits par le studio américain 20th Century Studios, filiale de The Walt Disney Company, depuis sa création en 1935, ainsi que ceux produits par ses deux structures précédentes : Fox Film et Twentieth Century Pictures.

## Fox Film Corporation(1915-1935)
| Année | Titre français      | Titre original     | Réalisation        |
| ----- | ------------------- | ------------------ | ------------------ |
| 1917  | Cléopâtre           | Cleopatra          | J. Gordon Edwards  |
| 1918  | Swat the Spy        |                    | Arvid E. Gillstrom |
| 1919  | Chasing Rainbows    |                    | Frank Beal         |
| 1921  | La Reine de Saba    | The Queen of Sheba | J. Gordon Edwards  |
| 1923  | La Petite Dame      | Gentle Julia       | Rowland V. Lee     |
| 1924  | Les Cœurs de chêne  | Hearts of Oak      | John Ford          |
| 1925  | La Fille de Négofol | Kentucky Pride     | John Ford          |
| 1927  | L'aurore            | Sunrise            | F.W. Murnau        |
| 1933  | The Devil's in Love |                    | William Dieterle   |
| 1933  | Révolte au zoo      | Zoo In Budapest    | Rowland V. Lee     |
| 1933  | I Am Suzanne        |                    | Rowland V. Lee     |
| 1934  | Caravane            | Caravan            | Erik Charell       |

## Twentieth Century Pictures(1933-1935)
| Année | Titre francophone              | Titre original                | Réalisation         |
| ----- | ------------------------------ | ----------------------------- | ------------------- |
| 1933  | Les Faubourgs de New York      | The Bowery                    | Raoul Walsh         |
| 1933  | Nuits de Broadway              | Broadway Thru a Keyhole       | Lowell Sherman      |
| 1933  | La Boule rouge                 | Blood Money                   | Rowland Brown       |
| 1933  | Conseils aux cœurs brisés (en) | Advice to the Lovelorn        | Alfred L. Werker    |
| 1933  | Femme d'honneur                | Gallant Lady                  | Gregory La Cava     |
| 1934  | La Maison des Rothschild       | The House of Rothschild       | Alfred L. Werker    |
| 1934  | L'Étoile du Moulin-Rouge       | Moulin Rouge                  | Sidney Lanfield     |
| 1934  | Looking for Trouble            |                               | William A. Wellman  |
| 1934  | Born to Be Bad                 |                               | Lowell Sherman      |
| 1934  | Le Retour de Bulldog Drummond  | Bulldog Drummond Strikes Back | Roy Del Ruth        |
| 1934  | Les Amours de Cellini          | Affairs of Cellini            | Gregory La Cava     |
| 1934  | Le Dernier gentleman (en)      | The Last Gentleman            | Sidney Lanfield     |
| 1934  | Le Grand Barnum                | The Mighty Barnum             | Walter Lang         |
| 1935  | Le Conquérant des Indes        | Clive of India                | Richard Boleslawski |
| 1935  | Folies-Bergère                 | Folies Bergere de Paris       | Roy Del Ruth        |
| 1935  | Cardinal Richelieu             |                               | Rowland V. Lee      |
| 1935  | Les Misérables                 |                               | Richard Boleslawski |
| 1935  | L'Appel de la forêt            | The Call of the Wild          | William A. Wellman  |

## 20th Century Fox (1935-2020)
| Année | Titre francophone                                                   | Titre original                                                                                           | Réalisation                                                              |
| ----- | ------------------------------------------------------------------- | --- | ------------------------------------------------------------------------ |
| 1935  | La Fille du rebelle                                                 | The Littlest Rebel                                                                                       | David Butler                                                             |
| 1935  | NC                                                                  | Your Uncle Dudley                                                                                        | Eugene Forde et James Tinling                                            |
| 1935  | Human Cargo                                                         | | Allan Dwan                                                               |
| 1935  | Le Petit Colonel                                                    | The Little Colonel                                                                                       | David Butler                                                             |
| 1935  | Professional Soldier                                                | | Tay Garnett                                                              |
| 1935  | Le Roman d'un chanteur                                              | Metropolitan                                                                                             | Richard Boleslawski                                                      |
| 1935  | NC                                                                  | Rosa de Francia                                                                                          | José López Rubio et Gordon Wiles                                         |
| 1936  | Capitaine Janvier                                                   | Captain January                                                                                          | David Butler                                                             |
| 1936  | Les Chemins de la gloire                                            | The Road to Glory                                                                                        | Howard Hawks                                                             |
| 1936  | Fossettes                                                           | Dimples                                                                                                  | William A. Seiter                                                        |
| 1936  | Le Pacte                                                            | Lloyds of London                                                                                         | Henry King                                                               |
| 1936  | Le Médecin de campagne                                              | The Country Doctor                                                                                       | Henry King                                                               |
| 1936  | Message à Garcia                                                    | A Message to Garcia                                                                                      | George Marshall                                                          |
| 1936  | Pauvre petite fille riche                                           | Poor Little Rich Girl                                                                                    | Irving Cummings                                                          |
| 1936  | Quatre Femmes à la recherche du bonheur                             | Ladies in Love                                                                                           | Edward H. Griffith                                                       |
| 1936  | Ramona                                                              | | Henry King                                                               |
| 1936  | Saint-Louis Blues                                                   | Banjo on My Knee                                                                                         | John Cromwell                                                            |
| 1936  | Sous deux drapeaux                                                  | Under Two Flags                                                                                          | Frank Lloyd                                                              |
| 1936  | Une certaine jeune fille                                            | Private Number                                                                                           | Roy Del Ruth                                                             |
| 1937  | L'Amour en première page                                            | Love Is News                                                                                             | Tay Garnett                                                              |
| 1937  | Aventure en Espagne                                                 | Love Under Fire                                                                                          | George Marshall                                                          |
| 1937  | Café Métropole                                                      | Café Metropole                                                                                           | Edward H. Griffith                                                       |
| 1937  | Le Dernier négrier                                                  | Slave Ship                                                                                               | Tay Garnett                                                              |
| 1937  | Heidi                                                               | | Allan Dwan                                                               |
| 1937  | L'heure suprême                                                     | Seventh Heaven                                                                                           | Henry King                                                               |
| 1937  | L'Incendie de Chicago                                               | In Old Chicago                                                                                           | Henry King                                                               |
| 1937  | J'ai deux maris                                                     | Second Honeymoon                                                                                         | Walter Lang                                                              |
| 1937  | Jeux de dames                                                       | Wife, Doctor and Nurse                                                                                   | Walter Lang                                                              |
| 1937  | La Mascotte du régiment                                             | Wee Willie Winkie                                                                                        | John Ford                                                                |
| 1937  | Le Prince X                                                         | Thin Ice                                                                                                 | Sidney Lanfield                                                          |
| 1937  | Sa dernière chance                                                  | This Is My Affair                                                                                        | William A. Seiter                                                        |
| 1938  | Adieu pour toujours                                                 | Always Goodbye                                                                                           | Sidney Lanfield                                                          |
| 1938  | La Baronne et son valet                                             | The Baroness and the Butler                                                                              | Walter Lang                                                              |
| 1938  | La Folle Parade                                                     | Alexander's Ragtime Band                                                                                 | Henry King                                                               |
| 1938  | Hôtel à vendre                                                      | Little Miss Broadway                                                                                     | Irving Cummings                                                          |
| 1938  | Kentucky                                                            | | David Butler                                                             |
| 1938  | Mam'zelle vedette                                                   | Rebecca of Sunnybrook Farm                                                                               | Allan Dwan                                                               |
| 1938  | Quatre Hommes et une prière                                         | Four Men and a Prayer                                                                                    | John Ford                                                                |
| 1938  | Suez                                                                | | Allan Dwan                                                               |
| 1939  | Sherlock Holmes                                                     | The Adventures of Sherlock Holmes                                                                        | Alfred L. Werker                                                         |
| 1939  | Le Brigand bien-aimé                                                | Jesse James                                                                                              | Henry King                                                               |
| 1939  | Le Chien des Baskerville                                            | The Hound of the Baskerville                                                                             | Sidney Lanfield                                                          |
| 1939  | Dîner d'affaires                                                    | Daytime Wife                                                                                             | Gregory Ratoff                                                           |
| 1939  | Et la parole fut                                                    | The Story of Alexander Graham Bell                                                                       | Irving Cummings                                                          |
| 1939  | La Fille du nord                                                    | Second Fiddle                                                                                            | Sidney Lanfield                                                          |
| 1939  | La Mousson                                                          | The Rains Came                                                                                           | Clarence Brown                                                           |
| 1939  | Petite Princesse                                                    | The Little Princess                                                                                      | Walter Lang                                                              |
| 1939  | Rose de Broadway                                                    | Rose of Washington Square                                                                                | Gregory Ratoff                                                           |
| 1939  | Stanley et Livingstone                                              | Stanley and Livingstone                                                                                  | Henry King                                                               |
| 1939  | Sur la piste des Mohawks                                            | Drums Along the Mohawks                                                                                  | John Ford                                                                |
| 1939  | Vers sa destinée                                                    | Young Mister Lincoln                                                                                     | John Ford                                                                |
| 1940  | L'Étang tragique                                                    | Swamp Water                                                                                              | Jean Renoir                                                              |
| 1940  | Jeunesse                                                            | Young People                                                                                             | Allan Dwan                                                               |
| 1940  | Johnny Apollo                                                       | Johnny Apollo                                                                                            | Henry Hathaway                                                           |
| 1940  | Lillian Russell                                                     | Lillian Russell                                                                                          | Irving Cummings                                                          |
| 1940  | Maryland                                                            | | Henry King                                                               |
| 1940  | L'Odyssée des Mormons                                               | Brigham Young                                                                                            | Henry Hathaway                                                           |
| 1940  | L'Oiseau bleu                                                       | The Blue Bird                                                                                            | Walter Lang                                                              |
| 1940  | Les Raisins de la colère                                            | The Grapes of Wrath                                                                                      | John Ford                                                                |
| 1940  | Le Retour de Frank James                                            | The Return of Frank James                                                                                | Fritz Lang                                                               |
| 1940  | La Roulotte rouge                                                   | Chad Hanna                                                                                               | Henry King                                                               |
| 1940  | Le Signe de Zorro                                                   | The Mark of Zorro                                                                                        | Rouben Mamoulian                                                         |
| 1940  | Sous le ciel d'Argentine                                            | Down Argentine Way                                                                                       | Irving Cummings                                                          |
| 1940  | Star Dust                                                           | | Walter Lang                                                              |
| 1940  | Tin Pan Alley                                                       | | Walter Lang                                                              |
| 1941  | Adieu jeunesse                                                      | Remember the Day                                                                                         | Henry King                                                               |
| 1941  | Arènes sanglantes                                                   | Blood and Sand                                                                                           | Rouben Mamoulian                                                         |
| 1941  | Chasse à l'homme                                                    | Man Hunt                                                                                                 | Fritz Lang                                                               |
| 1941  | Qu'elle était verte ma vallée                                       | How Green Was My Valley                                                                                  | John Ford                                                                |
| 1941  | La Reine des rebelles                                               | Belle Starr                                                                                              | Irving Cummings                                                          |
| 1941  | Rise and Shine                                                      | | Allan Dwan                                                               |
| 1941  | La Route au tabac                                                   | Tobacco Road                                                                                             | John Ford                                                                |
| 1941  | Soirs de Miami                                                      | Moon over Miami                                                                                          | Walter Lang                                                              |
| 1941  | Une nuit à Rio                                                      | That Night in Rio                                                                                        | Irving Cummings                                                          |
| 1941  | Week-end à la Havane                                                | Week-end in Havana                                                                                       | Walter Lang                                                              |
| 1941  | Un Yankee dans la RAF                                               | A Yank in the R.A.F.                                                                                     | Henry King                                                               |
| 1942  | Âmes rebelles                                                       | This Above All                                                                                           | Anatole Litvak                                                           |
| 1942  | Le Chevalier de la vengeance                                        | Son of Fury ou The Story of Benjamin Blake                                                               | John Cromwell                                                            |
| 1942  | Le Cygne noir                                                       | The Black Swan                                                                                           | Henry King                                                               |
| 1942  | Filles des îles                                                     | Song of the Islands                                                                                      | Walter Lang                                                              |
| 1942  | La Folle Histoire de Roxie Hart                                     | Roxie Hart                                                                                               | William A. Wellman                                                       |
| 1942  | Mon amie Sally                                                      | My Gal Sal                                                                                               | Irving Cummings                                                          |
| 1942  | La Pagode en flammes                                                | China Girl                                                                                               | Henry Hathaway                                                           |
| 1942  | La Péniche de l'amour                                               | Moontide                                                                                                 | Archie Mayo                                                              |
| 1942  | Pilotes de chasse                                                   | Thunder Birds                                                                                            | William A. Wellman                                                       |
| 1942  | Qui perd gagne                                                      | Rings on Her Fingers                                                                                     | Rouben Mamoulian                                                         |
| 1942  | Les Rivages de Tripoli                                              | To the Shores of Tripoli                                                                                 | H. Bruce Humberstone                                                     |
| 1942  | Six destins                                                         | Tales of Manhattan                                                                                       | Julien Duvivier                                                          |
| 1942  | Springtime in the Rockies                                           | Springtime in the Rockies                                                                                | Irving Cummings                                                          |
| 1942  | Swing au cœur                                                       | Footlight Serenade                                                                                       | Gregory Ratoff                                                           |
| 1942  | Ten Gentlemen from West Point                                       | | Henry Hathaway                                                           |
| 1943  | Aventure en Libye                                                   | The Immortal Sergeant                                                                                    | John M. Stahl                                                            |
| 1943  | Banana Split                                                        | The Gang's All Here                                                                                      | Busby Berkeley                                                           |
| 1943  | Le ciel peut attendre                                               | Heaven Can Wait                                                                                          | Ernst Lubitsch                                                           |
| 1943  | Le Chant de Bernadette                                              | The Song of Bernadette                                                                                   | Henry King                                                               |
| 1943  | L'Étrange Incident                                                  | The Ox-Bow Incident                                                                                      | William A. Wellman                                                       |
| 1943  | L'Île aux plaisirs                                                  | Coney Island                                                                                             | Walter Lang                                                              |
| 1943  | La Nuit sans lune                                                   | The Moon Is Down                                                                                         | Irving Pichel                                                            |
| 1943  | Requins d'acier                                                     | Crash Dive                                                                                               | Archie Mayo                                                              |
| 1943  | Rosie l'endiablée                                                   | Sweet Rosie O'Grady                                                                                      | Irving Cummings                                                          |
| 1943  | Jane Eyre                                                           | | Robert Stevenson                                                         |
| 1944  | Buffalo Bill                                                        | | William A. Wellman                                                       |
| 1944  | Les Clés du royaume                                                 | The Keys of the Kingdom                                                                                  | John M. Stahl                                                            |
| 1944  | Greenwich Village                                                   | Greenwich Village                                                                                        | Walter Lang                                                              |
| 1944  | Jack l'Éventreur                                                    | The Lodger                                                                                               | John Brahm                                                               |
| 1944  | Le Jockey de l'amour                                                | Home in Indiana                                                                                          | Henry Hathaway                                                           |
| 1944  | Laura                                                               | | Otto Preminger                                                           |
| 1944  | Lifeboat                                                            | | Alfred Hitchcock                                                         |
| 1944  | Pin Up Girl                                                         | | H. Bruce Humberstone                                                     |
| 1944  | Wilson                                                              | | Henry King                                                               |
| 1945  | Broadway en folie                                                   | Diamond Horseshoe                                                                                        | George Seaton                                                            |
| 1945  | Crime passionnel                                                    | Fallen Angel                                                                                             | Otto Preminger                                                           |
| 1945  | Les Dolly Sisters                                                   | The Dolly Sisters                                                                                        | Irving Cummings                                                          |
| 1945  | La Foire aux illusions                                              | State Fair                                                                                               | Walter Lang                                                              |
| 1945  | Hangover Square                                                     | | John Brahm                                                               |
| 1945  | Le Lys de Brooklyn                                                  | A Tree Grows in Brooklyn                                                                                 | Elia Kazan                                                               |
| 1945  | Margie                                                              | | Henry King                                                               |
| 1945  | Péché mortel                                                        | Leave Her to Heaven                                                                                      | John M. Stahl                                                            |
| 1946  | Anna et le roi de Siam                                              | Anna and the King of Siam                                                                                | John Cromwell                                                            |
| 1946  | Le Château du dragon                                                | Dragonwyck                                                                                               | Joseph L. Mankiewicz                                                     |
| 1946  | Colonel Effingham's Raid                                            | | Irving Pichel                                                            |
| 1946  | Le Fil du rasoir                                                    | The Razor's Edge                                                                                         | Edmund Goulding                                                          |
| 1946  | La Folle Ingénue                                                    | Cluny Brown                                                                                              | Ernst Lubitsch                                                           |
| 1946  | La Poursuite infernale                                              | My Darling Clementine                                                                                    | John Ford                                                                |
| 1946  | Quadrille d'amour                                                   | Centennial Summer                                                                                        | Otto Preminger                                                           |
| 1946  | Voulez-vous m'aimer ?                                               | Do you love me ?                                                                                         | Gregory Ratoff                                                           |
| 1946  | Voyage sentimental                                                  | Sentimental Journey                                                                                      | Walter Lang                                                              |
| 1947  | L'Amour au trot                                                     | The Homestretch                                                                                          | H. Bruce Humberstone                                                     |
| 1947  | L'Aventure de madame Muir                                           | The Ghost and Mrs Muir                                                                                   | Joseph L. Mankiewicz                                                     |
| 1947  | Ambre                                                               | Forever Amber                                                                                            | Otto Preminger                                                           |
| 1947  | Capitaine de Castille                                               | Captain from Castile                                                                                     | Henry King                                                               |
| 1947  | Le Carrefour de la mort                                             | Kiss of Death                                                                                            | Henry Hathaway                                                           |
| 1947  | Femme ou Maîtresse                                                  | Daisy Kenyon                                                                                             | Otto Preminger                                                           |
| 1947  | Maman était new-look                                                | Mother Wore Tights                                                                                       | Walter Lang                                                              |
| 1947  | Le Miracle sur la 34e rue                                           | Miracle on 34th Street                                                                                   | George Seaton                                                            |
| 1947  | Le Mur invisible                                                    | Gentleman's Agreement                                                                                    | Elia Kazan                                                               |
| 1948  | Bagarre pour une blonde                                             | Scudda Hoo! Scudda Hay!                                                                                  | Hugh Herbert                                                             |
| 1948  | La Dame au manteau d'hermine                                        | That Lady in Ermine                                                                                      | Ernst Lubitsch et Otto Preminger                                         |
| 1948  | Échec à Borgia                                                      | Prince of Foxes                                                                                          | Henry King                                                               |
| 1948  | La Femme aux cigarettes                                             | Road House                                                                                               | Jean Negulesco                                                           |
| 1948  | La Fosse aux serpents                                               | The Snake Pit                                                                                            | Anatole Litvak                                                           |
| 1948  | Infidèlement vôtre                                                  | Unfaithfully Yours                                                                                       | Preston Sturges                                                          |
| 1948  | La Proie                                                            | Cry of the City                                                                                          | Robert Siodmak                                                           |
| 1948  | Le Rideau de fer                                                    | The Iron Curtain                                                                                         | William A. Wellman                                                       |
| 1948  | Scandale en première page                                           | That Wonderful Urge                                                                                      | Robert B. Sinclair                                                       |
| 1948  | La Ville empoisonnée                                                | The Walls of Jericho                                                                                     | John M. Stahl                                                            |
| 1948  | Allez coucher ailleurs                                              | I Was a Male War Bride                                                                                   | Howard Hawks                                                             |
| 1949  | Britannia Mews                                                      | Britannia Mews                                                                                           | Jean Negulesco                                                           |
| 1949  | Chaînes conjugales                                                  | A Letter to Three Wives                                                                                  | Joseph L. Mankiewicz                                                     |
| 1949  | Father Was a Fullback                                               | Father Was a Fullback                                                                                    | John M. Stahl                                                            |
| 1949  | La Furie des tropiques                                              | Slattery's Hurricane                                                                                     | André de Toth                                                            |
| 1949  | Un Homme de fer                                                     | Twelve O'Clock High                                                                                      | Henry King                                                               |
| 1949  | La Maison des étrangers                                             | House of Strangers                                                                                       | Joseph L. Mankiewicz                                                     |
| 1949  | Mam'zelle mitraillette                                              | The Beautiful Blonde from Bashful Bend                                                                   | Preston Sturges                                                          |
| 1949  | Le Mystérieux Docteur Korvo                                         | Whirlpool                                                                                                | Otto Preminger                                                           |
| 1949  | Si ma moitié savait ça                                              | Everybody Does It                                                                                        | Edmund Goulding                                                          |
| 1949  | You're My Everything                                                | | Walter Lang                                                              |
| 1950  | La Belle de Paris                                                   | Under My Skin                                                                                            | Jean Negulesco                                                           |
| 1950  | Captives à Bornéo                                                   | Three Came Home                                                                                          | Jean Negulesco                                                           |
| 1950  | La Cible humaine                                                    | The Gunfighter                                                                                           | Henry King                                                               |
| 1950  | Ève                                                                 | All about Eve                                                                                            | Joseph L. Mankiewicz                                                     |
| 1950  | La Flèche brisée                                                    | Broken Arrow                                                                                             | Delmer Daves                                                             |
| 1950  | Panique dans la rue                                                 | Panic in the Streets                                                                                     | Elia Kazan                                                               |
| 1950  | La porte s'ouvre                                                    | No Way out                                                                                               | Joseph L. Mankiewicz                                                     |
| 1950  | Le Petit Train du Far West                                          | A Ticket to Tomahawk                                                                                     | Richard Sale                                                             |
| 1950  | Le Moineau de la Tamise                                             | The Mudlark                                                                                              | Jean Negulesco                                                           |
| 1950  | Les Rebelles de Fort Thorn                                          | Two flags west                                                                                           | Robert Wise                                                              |
| 1950  | La Rue de la gaieté                                                 | Wabash Avenue                                                                                            | Henry Koster                                                             |
| 1950  | La Ville écartelée                                                  | The Big Lift                                                                                             | George Seaton                                                            |
| 1951  | L'Attaque de la malle-poste                                         | Rawhide                                                                                                  | Henry Hathaway                                                           |
| 1951  | Chéri, divorçons                                                    | Let's Make It Legal                                                                                      | Richard Sale                                                             |
| 1951  | David et Bethsabée                                                  | David and Bathsheba                                                                                      | Henry King                                                               |
| 1951  | La Flibustière des Antilles                                         | Anne of the Indies                                                                                       | Jacques Tourneur                                                         |
| 1951  | The Guy Who Came Back                                               | The Guy Who Came Back                                                                                    | Joseph M. Newman                                                         |
| 1951  | Les Hommes-grenouilles                                              | The Frogmen                                                                                              | Lloyd Bacon                                                              |
| 1951  | Le Jour où la Terre s'arrêta                                        | The Day the Earth Stood Still                                                                            | Robert Wise                                                              |
| 1951  | La Maison sur la colline                                            | The House on Telegraph Hill                                                                              | Robert Wise                                                              |
| 1951  | Madame sort à minuit                                                | Half Angel                                                                                               | Richard Sale                                                             |
| 1951  | Nid d'amour                                                         | Love Nest                                                                                                | Joseph M. Newman                                                         |
| 1951  | L'Oiseau de paradis                                                 | Bird of Paradise                                                                                         | Delmer Daves                                                             |
| 1951  | On murmure dans la ville                                            | People Will Talk                                                                                         | Joseph L. Mankiewicz                                                     |
| 1951  | Le Renard du désert                                                 | The Desert Fox: The Story of Rommel                                                                      | Henry Hathaway                                                           |
| 1951  | Rendez-moi ma femme                                                 | As Young as You Feel                                                                                     | Harmon Jones                                                             |
| 1951  | Sur la Riviera                                                      | On the Riviera                                                                                           | Walter Lang                                                              |
| 1951  | Le Traître                                                          | Decision Before Dawn                                                                                     | Anatole Litvak                                                           |
| 1951  | La Treizième Lettre                                                 | The 13th Letter                                                                                          | Otto Preminger                                                           |
| 1951  | Le Voyage fantastique                                               | No Highway in the Sky                                                                                    | Henry Koster                                                             |
| 1951  | La marine est dans le lac                                           | You're in the Navy Now                                                                                   | Henry Hathaway et Lewis Seiler                                           |
| 1952  | L'Affaire Cicéron                                                   | Five Fingers                                                                                             | Joseph L. Mankiewicz                                                     |
| 1952  | Appel d'un inconnu                                                  | Phone Call from a Stranger                                                                               | Jean Negulesco                                                           |
| 1952  | Bas les masques                                                     | Deadline - U.S.A.                                                                                        | Richard Brooks                                                           |
| 1952  | Chérie, je me sens rajeunir                                         | Monkey Business                                                                                          | Howard Hawks                                                             |
| 1952  | Cinq mariages à l'essai                                             | We're Not Married!                                                                                       | Edmund Goulding                                                          |
| 1952  | Courrier diplomatique                                               | Diplomatic Courier                                                                                       | Henry Hathaway                                                           |
| 1952  | Le Gaucho                                                           | Way of a Gaucho                                                                                          | Jacques Tourneur                                                         |
| 1952  | La Loi du fouet                                                     | Kangaroo                                                                                                 | Lewis Milestone                                                          |
| 1952  | Ma cousine Rachel                                                   | My Cousin Rachel                                                                                         | Henry Koster                                                             |
| 1952  | Les Neiges du Kilimandjaro                                          | The Snows of Kilimanjaro                                                                                 | Henry King                                                               |
| 1952  | La Parade de la gloire                                              | Stars and Stripes Forever                                                                                | Henry Koster                                                             |
| 1952  | La Sarabande des pantins                                            | O. Henry's Full House                                                                                    | Henry Hathaway, Howard Hawks, Henry King, Henry Koster et Jean Negulesco |
| 1952  | Troublez-moi ce soir                                                | Don't Bother to Knock                                                                                    | Roy Ward Baker                                                           |
| 1952  | Un grand séducteur                                                  | Dreamboat                                                                                                | Claude Binyon                                                            |
| 1952  | Un refrain dans mon cœur                                            | With a Song in My Heart                                                                                  | Walter Lang                                                              |
| 1952  | Les Misérables                                                      | | Lewis Milestone                                                          |
| 1952  | Viva Zapata !                                                       | | Elia Kazan                                                               |
| 1953  | Appelez-moi Madame                                                  | Call Me Madam                                                                                            | Walter Lang                                                              |
| 1953  | Capitaine King                                                      | King of the Khyber Rifles                                                                                | Henry King                                                               |
| 1953  | Comment épouser un millionnaire                                     | How to Marry a Millionaire                                                                               | Jean Negulesco                                                           |
| 1953  | Le crime était signé                                                | Vicki | Harry Horner                                                             |
| 1953  | Destination Gobi                                                    | Destination Gobi                                                                                         | Robert Wise                                                              |
| 1953  | La Furie du désir                                                   | Ruby Gentry                                                                                              | King Vidor                                                               |
| 1953  | Le Général invincible                                               | The President's Lady                                                                                     | Henry Levin                                                              |
| 1953  | Les hommes préfèrent les blondes                                    | Gentlemen Prefer Blondes                                                                                 | Howard Hawks                                                             |
| 1953  | Man Crazy (en)                                                      | Man Crazy                                                                                                | Irving Lerner                                                            |
| 1953  | Niagara                                                             | | Henry Hathaway                                                           |
| 1953  | Le Port de la drogue                                                | Pickup on South Street                                                                                   | Samuel Fuller                                                            |
| 1953  | Les Rats du désert                                                  | The Desert Rats                                                                                          | Robert Wise                                                              |
| 1953  | La Rivière de la poudre                                             | Powder River                                                                                             | Louis King                                                               |
| 1953  | La Sorcière blanche                                                 | White Witch Doctor                                                                                       | Henry Hathaway                                                           |
| 1953  | Tempête sous la mer                                                 | Beneath the 12-Mile Reef                                                                                 | Robert D. Webb                                                           |
| 1953  | Titanic                                                             | | Jean Negulesco                                                           |
| 1954  | Carmen Jones                                                        | Carmen Jones                                                                                             | Otto Preminger (co produit : Carlyle Production)                         |
| 1954  | Les Gens de la nuit                                                 | Night People                                                                                             | Nunnally Johnson                                                         |
| 1954  | Le Démon des eaux troubles                                          | Hell and High Water                                                                                      | Samuel Fuller                                                            |
| 1954  | Désirée                                                             | | Henry Koster                                                             |
| 1954  | L'Égyptien                                                          | The Egyptian                                                                                             | Michael Curtiz                                                           |
| 1954  | Les femmes mènent le monde                                          | Woman's World                                                                                            | Jean Negulesco                                                           |
| 1954  | La Fontaine des amours                                              | Three Coins in the Fountain                                                                              | Jean Negulesco                                                           |
| 1954  | Les Gladiateurs                                                     | Demetrius and the Gladiators                                                                             | Delmer Daves                                                             |
| 1954  | Le Jardin du diable                                                 | Garden of Evil                                                                                           | Henry Hathaway                                                           |
| 1954  | La Joyeuse Parade                                                   | There's No Business Like Show Business                                                                   | Walter Lang                                                              |
| 1954  | La Lance brisée                                                     | Broken Lance                                                                                             | Edward Dmytryk                                                           |
| 1954  | Prince Vaillant                                                     | Prince Valiant                                                                                           | Henry Hathaway                                                           |
| 1954  | Rivière sans retour                                                 | River of No Return                                                                                       | Otto Preminger                                                           |
| 1954  | NC                                                                  | Superman and the Jungle Devil                                                                            | George Blair et Thomas Carr                                              |
| 1954  | NC                                                                  | Superman in Exile                                                                                        | George Blair et Thomas Carr                                              |
| 1954  | NC                                                                  | Superman in Scotland Yard                                                                                | George Blair et Thomas Carr                                              |
| 1954  | NC                                                                  | Superman's Peril                                                                                         | George Blair et Thomas Carr                                              |
| 1954  | La Veuve noire                                                      | Black Widow                                                                                              | Nunnally Johnson                                                         |
| 1955  | Bonjour Miss Dove                                                   | Good Morning, Miss Dove                                                                                  | Henry Koster                                                             |
| 1955  | Oklahoma !                                                          | | Fred Zinnemann                                                           |
| 1955  | Le Cercle infernal                                                  | The Racers                                                                                               | Henry Hathaway                                                           |
| 1955  | Chéri, ne fais pas le zouave                                        | The Lieutenant Wore Skirts                                                                               | Frank Tashlin                                                            |
| 1955  | La Colline de l'adieu                                               | Love Is a Many-Splendored Thing                                                                          | Henry King                                                               |
| 1955  | La Fille sur la balançoire                                          | The Girl in the Red Velvet Swing                                                                         | Richard Fleischer                                                        |
| 1955  | La Main gauche du Seigneur                                          | The Left Hand of God                                                                                     | Edward Dmytryk                                                           |
| 1955  | La Maison de bambou                                                 | House of Bamboo                                                                                          | Samuel Fuller                                                            |
| 1955  | La Mousson                                                          | The Rains of Ranchipur                                                                                   | Jean Negulesco                                                           |
| 1955  | Le Rendez-vous de Hong Kong                                         | Soldier of Fortune                                                                                       | Edward Dmytryk                                                           |
| 1955  | Le Seigneur de l'aventure                                           | The Virgin Queen                                                                                         | Henry Koster                                                             |
| 1955  | Les Implacables                                                     | The Tall Men                                                                                             | Raoul Walsh                                                              |
| 1955  | Les Inconnus dans la ville                                          | Violent Saturday                                                                                         | Richard Fleischer                                                        |
| 1955  | Papa longues jambes                                                 | Daddy Long Legs                                                                                          | Jean Negulesco                                                           |
| 1955  | Sept Ans de réflexion                                               | The Seven Year Itch                                                                                      | Billy Wilder                                                             |
| 1955  | Tant que soufflera la tempête                                       | Untamed                                                                                                  | Henry King                                                               |
| 1955  | Le train du dernier retour                                          | The View From Pompey's Head                                                                              | Philip Dunne                                                             |
| 1956  | À vingt-trois pas du mystère                                        | 23 Paces to Baker Street                                                                                 | Henry Hathaway                                                           |
| 1956  | Anastasia                                                           | | Anatole Litvak                                                           |
| 1956  | Arrêt d'autobus                                                     | Bus Stop                                                                                                 | Joshua Logan                                                             |
| 1956  | Bernardine                                                          | | Henry Levin                                                              |
| 1956  | Bungalow pour femmes                                                | The Revolt of Mamie Stover                                                                               | Raoul Walsh                                                              |
| 1956  | La Blonde et moi                                                    | The Girl Can't Help It                                                                                   | Frank Tashlin                                                            |
| 1956  | Carrousel                                                           | Carousel                                                                                                 | Henry King                                                               |
| 1956  | Le Cavalier du crépuscule                                           | Love Me Tender                                                                                           | Robert D. Webb                                                           |
| 1956  | La Dernière Caravane                                                | The Last Wagon                                                                                           | Delmer Daves                                                             |
| 1956  | Derrière le miroir                                                  | Bigger Than Life                                                                                         | Nicholas Ray                                                             |
| 1956  | L'Enfant du divorce                                                 | Teenage Rebel                                                                                            | Edmund Goulding                                                          |
| 1956  | Le Fond de la bouteille                                             | The Bottom of the Bottle                                                                                 | Henry Hathaway                                                           |
| 1956  | L'Homme au complet gris                                             | The Man in the Gray Flannel Suit                                                                         | Nunnally Johnson                                                         |
| 1956  | L'Homme qui n'a jamais existé                                       | The Man Who Never Was                                                                                    | Ronald Neame                                                             |
| 1956  | L'Impudique                                                         | Hilda Crane                                                                                              | Philip Dunne                                                             |
| 1956  | Le Roi et moi                                                       | The King and I                                                                                           | Walter Lang                                                              |
| 1956  | Le Shérif                                                           | The Proud Ones                                                                                           | Robert D. Webb                                                           |
| 1956  | Au sixième jour                                                     | D-Day, The sixth of June                                                                                 | Henry Koster                                                             |
| 1956  | Le Temps de la colère                                               | Between Heaven and Hell                                                                                  | Richard Fleischer                                                        |
| 1957  | La Blonde explosive                                                 | Will Success Spoil Rock Hunter?                                                                          | Frank Tashlin                                                            |
| 1957  | China Gate                                                          | | Samuel Fuller                                                            |
| 1957  | Dieu seul le sait                                                   | Heaven Knows, Mr. Allison                                                                                | John Huston                                                              |
| 1957  | Elle et lui                                                         | An Affair to Remember                                                                                    | Leo McCarey                                                              |
| 1957  | Embrasse-la pour moi                                                | Kiss Them for Me                                                                                         | Stanley Donen                                                            |
| 1957  | Je vous adore                                                       | April Love                                                                                               | Henry Levin                                                              |
| 1957  | Ma femme a des complexes                                            | Oh, Men! Oh, Women!                                                                                      | Nunnally Johnson                                                         |
| 1957  | Les Naufragés de l'autocar                                          | The Wayward Bus                                                                                          | Victor Vicas                                                             |
| 1957  | Ombres sous la mer                                                  | Boy on a Dolphin                                                                                         | Jean Negulesco                                                           |
| 1957  | Les Plaisirs de l'enfer                                             | Peyton Place                                                                                             | Mark Robson                                                              |
| 1957  | Une poignée de neige                                                | A Hatful of Rain                                                                                         | Fred Zinnemann                                                           |
| 1957  | Quarante tueurs                                                     | Forty Guns                                                                                               | Samuel Fuller                                                            |
| 1957  | Le Redoutable Homme des neiges                                      | The Abominable Snowman of the Himalayas                                                                  | Val Guest                                                                |
| 1957  | Les Sensuels                                                        | No Down Payment                                                                                          | Martin Ritt                                                              |
| 1957  | Le soleil se lève aussi                                             | The Sun Also Rises                                                                                       | Henry King                                                               |
| 1957  | Jesse James, le brigand bien-aimé                                   | The True Story of Jesse James                                                                            | Nicholas Ray                                                             |
| 1957  | Torpilles sous l'Atlantique                                         | The Enemy Below                                                                                          | Dick Powell                                                              |
| 1957  | Les Trois Visages d'Ève                                             | The Three Faces of Eve                                                                                   | Nunnally Johnson                                                         |
| 1957  | Une femme de tête                                                   | The Desk set                                                                                             | Walter Lang                                                              |
| 1957  | Une île au soleil                                                   | Island in the Sun                                                                                        | Robert Rossen                                                            |
| 1958  | L'Auberge du sixième bonheur                                        | The Inn of the Sixth Happiness                                                                           | Mark Robson                                                              |
| 1958  | Le Bal des maudits                                                  | The Young Lions                                                                                          | Edward Dmytryk                                                           |
| 1958  | Le Barbare et la Geisha                                             | The Barbarian and the Geisha                                                                             | John Huston                                                              |
| 1958  | La Blonde et le Shérif                                              | The Sheriff of Fractured Jaw                                                                             | Raoul Walsh                                                              |
| 1958  | Bravados                                                            | The Bravados                                                                                             | Henry King                                                               |
| 1958  | Un certain sourire                                                  | A Certain Smile                                                                                          | Jean Negulesco                                                           |
| 1958  | Comment dévaliser une bonne petite banque (en)                      | A Nice Little Bank That Should Be Robbed                                                                 | Henry Levin                                                              |
| 1958  | 10, rue Frederick                                                   | Ten North Frederick                                                                                      | Philip Dunne                                                             |
| 1958  | Les Feux de l'été                                                   | The Long Hot Summer                                                                                      | Martin Ritt                                                              |
| 1958  | Flammes sur l'Asie                                                  | The Hunters                                                                                              | Dick Powell                                                              |
| 1958  | La Fureur des hommes                                                | From Hell to Texas                                                                                       | Henry Hathaway                                                           |
| 1958  | Harry Black et le Tigre (en)                                        | Harry Black                                                                                              | Hugo Fregonese                                                           |
| 1958  | Mardi Gras                                                          | | Edmund Goulding                                                          |
| 1958  | La Mouche noire                                                     | The Fly                                                                                                  | Kurt Neumann                                                             |
| 1958  | Les Racines du ciel                                                 | The Roots of Heaven                                                                                      | John Huston                                                              |
| 1958  | Le Temps de la peur                                                 | In Love and War                                                                                          | Philip Dunne                                                             |
| 1958  | Tonnerre sur Berlin                                                 | Fräulein                                                                                                 | Henry Koster                                                             |
| 1959  | L'Ange bleu                                                         | The Blue Angel                                                                                           | Edward Dmytryk                                                           |
| 1959  | Le Bruit et la Fureur                                               | The Sound and the Fury                                                                                   | Martin Ritt                                                              |
| 1959  | La Brune brûlante                                                   | Rally 'Round the Flag, Boys!                                                                             | Leo McCarey                                                              |
| 1959  | Les Déchaînés                                                       | A Private's Affair                                                                                       | Raoul Walsh                                                              |
| 1959  | Duel dans la boue                                                   | These Thousand Hills                                                                                     | Richard Fleischer                                                        |
| 1959  | La Ferme des hommes brûlés                                          | Woman Obsessed                                                                                           | Henry Hathaway                                                           |
| 1959  | La fille en blue-jeans (en)                                         | Blue Denim                                                                                               | Philip Dunne                                                             |
| 1959  | Le Génie du mal                                                     | Compulsion                                                                                               | Richard Fleischer                                                        |
| 1959  | L'Habit ne fait pas le moine                                        | Say One For Me                                                                                           | Frank Tashlin                                                            |
| 1959  | L'Homme aux colts d'or                                              | Warlock                                                                                                  | Edward Dmytryk                                                           |
| 1959  | L'Homme qui comprend les femmes                                     | The Man Who Understood Women                                                                             | Nunnally Johnson                                                         |
| 1959  | Le Journal d'Anne Frank                                             | The Diary of Anne Frank                                                                                  | George Stevens                                                           |
| 1959  | Un matin comme les autres                                           | Beloved Infidel                                                                                          | Henry King                                                               |
| 1959  | Qu'est ce qui fait courir les filles ? (en)                         | Holiday For Lovers                                                                                       | Henry Levin                                                              |
| 1959  | Le remarquable M. Pennypacker (en)                                  | The Remarkable Mr. Pennypacker                                                                           | Henry Levin                                                              |
| 1959  | Rien n'est trop beau                                                | The Best of Everything                                                                                   | Jean Negulesco                                                           |
| 1959  | Du sang en première page                                            | The Story on Page One                                                                                    | Clifford Odets                                                           |
| 1959  | Voyage au centre de la Terre                                        | Journey to the Center of the Earth                                                                       | Henry Levin                                                              |
| 1960  | Coulez le Bismarck !                                                | Sink the Bismarck!                                                                                       | Lewis Gilbert                                                            |
| 1960  | Crime, société anonyme                                              | Murder, Inc.                                                                                             | Stuart Rosenberg et Burt Balaban                                         |
| 1960  | Drame dans un miroir                                                | Crack in the Mirror                                                                                      | Richard Fleischer                                                        |
| 1960  | Du haut de la terrasse                                              | From the Terrace                                                                                         | Mark Robson                                                              |
| 1960  | Esther et le Roi                                                    | Esther and the King                                                                                      | Raoul Walsh                                                              |
| 1960  | Le Fleuve sauvage                                                   | Wild River                                                                                               | Elia Kazan                                                               |
| 1960  | Le Grand Sam                                                        | North to Alaska                                                                                          | Henry Hathaway                                                           |
| 1960  | Les Hors-la-loi                                                     | One Foot in Hell                                                                                         | James B. Clark                                                           |
| 1960  | Le Manège du ménage                                                 | The Marriage-Go-Round                                                                                    | Walter Lang                                                              |
| 1960  | Le Milliardaire                                                     | Let's Make Love                                                                                          | George Cukor                                                             |
| 1960  | Les Rôdeurs de la plaine                                            | Flaming Star                                                                                             | Don Siegel                                                               |
| 1960  | Une seconde jeunesse                                                | High Time                                                                                                | Blake Edwards                                                            |
| 1960  | Les Sept Voleurs                                                    | Seven Thieves                                                                                            | Henry Hathaway                                                           |
| 1960  | Quand le rire était roi                                             | When Comedy Was King                                                                                     | Robert Youngson                                                          |
| 1961  | Amour sauvage                                                       | Wild in the Country                                                                                      | Philip Dunne                                                             |
| 1961  | Appartement pour homme seul                                         | Bachelor Flat                                                                                            | Frank Tashlin                                                            |
| 1961  | L'Arnaqueur                                                         | The Hustler                                                                                              | Robert Rossen                                                            |
| 1961  | Les Comancheros                                                     | The Comancheros                                                                                          | Michael Curtiz                                                           |
| 1961  | Le Grand Risque                                                     | The Big Gamble                                                                                           | Richard Fleischer et Elmo Williams                                       |
| 1961  | Les Innocents                                                       | The Innocents                                                                                            | Jack Clayton                                                             |
| 1961  | Sanctuaire                                                          | Sanctuary                                                                                                | Tony Richardson                                                          |
| 1962  | Aventures de jeunesse                                               | Hemingway's Adventures of a Young Man                                                                    | Martin Ritt                                                              |
| 1962  | La Foire aux illusions                                              | State Fair                                                                                               | José Ferrer                                                              |
| 1962  | Le Jour le plus long                                                | The Longest Day                                                                                          | Ken Annakin, Andrew Marton et Bernhard Wicki                             |
| 1962  | Le Lion                                                             | The Lion                                                                                                 | Jack Cardiff                                                             |
| 1962  | Madison Avenue (en)                                                 | | H. Bruce Humberstone                                                     |
| 1962  | M. Hobbs prend des vacances                                         | Mr. Hobbs takes a vacation                                                                               | Henry Koster                                                             |
| 1962  | Tendre est la nuit                                                  | Tender is the night                                                                                      | Henry King                                                               |
| 1962  | Une histoire de Chine                                               | Satan Never Sleeps                                                                                       | Leo McCarey                                                              |
| 1963  | Ah si papa savait ça !                                              | Take Her, She's Mine                                                                                     | Henry Koster                                                             |
| 1963  | Cléopâtre                                                           | Cleopatra                                                                                                | Joseph L. Mankiewicz                                                     |
| 1963  | Pousse-toi, chérie                                                  | Move Over, Darling                                                                                       | Michael Gordon                                                           |
| 1964  | Back Door to Hell                                                   | | Monte Hellman                                                            |
| 1964  | Les Canons de Batasi                                                | Guns at Batasi                                                                                           | John Guillermin                                                          |
| 1964  | Madame Croque-maris                                                 | What a Way to Go!                                                                                        | J. Lee Thompson                                                          |
| 1964  | La Rancune                                                          | The Visit                                                                                                | Bernhard Wicki                                                           |
| 1964  | Rio Conchos                                                         | | Gordon Douglas                                                           |
| 1964  | Sept contre la mort                                                 | Sette contro la morte                                                                                    | Edgar George Ulmer                                                       |
| 1964  | Zorba le Grec                                                       | Alexis Zorbas                                                                                            | Michael Cacoyannis                                                       |
| 1965  | Ces merveilleux fous volants dans leurs drôles de machines          | Those Magnificent Men in Their Flying Machines or How I Flew from London to Paris in 25 hours 11 minutes | Ken Annakin                                                              |
| 1965  | Chère Brigitte                                                      | Dear Brigitte                                                                                            | Henry Koster                                                             |
| 1965  | L'Express du colonel Von Ryan                                       | Von Ryan's Express                                                                                       | Mark Robson                                                              |
| 1965  | L'Extase et l'Agonie                                                | The Agony and the Ecstasy                                                                                | Carol Reed                                                               |
| 1965  | L'Encombrant Monsieur John                                          | John Goldfarb, Please Come Home                                                                          | J. Lee Thompson                                                          |
| 1965  | La Mélodie du bonheur                                               | The Sound of Music                                                                                       | Robert Wise                                                              |
| 1965  | Notre homme Flint                                                   | Our Man Flint                                                                                            | Daniel Mann                                                              |
| 1965  | Ne pas déranger s'il vous plaît                                     | Do Not Disturb                                                                                           | Ralph Levy                                                               |
| 1965  | Le Vol du Phoenix                                                   | Flight of the Phoenix                                                                                    | Robert Aldrich                                                           |
| 1966  | Batman                                                              | | Leslie H. Martinson                                                      |
| 1966  | La Bible                                                            | The Bible: In the Beginning...                                                                           | John Huston                                                              |
| 1966  | La Canonnière du Yang-Tsé                                           | The Sand Pebbles                                                                                         | Robert Wise                                                              |
| 1966  | Le Crépuscule des aigles                                            | The Blue Max                                                                                             | John Guillermin                                                          |
| 1966  | Le Voyage fantastique                                               | Fantastic Voyage                                                                                         | Richard Fleischer                                                        |
| 1967  | L'Extravagant Docteur Dolittle                                      | Doctor Dolittle                                                                                          | Richard Fleischer                                                        |
| 1967  | Fantasmes                                                           | Bedazzled                                                                                                | Stanley Donen                                                            |
| 1967  | F comme Flint                                                       | In Like Flint                                                                                            | Gordon Douglas                                                           |
| 1967  | Hombre                                                              | | Martin Ritt                                                              |
| 1967  | Une sacrée fripouille                                               | The Flim-Flam Man                                                                                        | Irvin Kershner                                                           |
| 1967  | Voyage à deux                                                       | Two for the Road                                                                                         | Stanley Donen                                                            |
| 1968  | Bandolero !                                                         | Bandolero!                                                                                               | Andrew V. McLaglen                                                       |
| 1968  | Le chat croque les diamants                                         | Deadfall                                                                                                 | Bryan Forbes                                                             |
| 1968  | Le Détective                                                        | The Detective                                                                                            | Gordon Douglas                                                           |
| 1968  | L'Étrangleur de Boston                                              | The Boston Strangler                                                                                     | Richard Fleischer                                                        |
| 1968  | Fureur à la plage                                                   | The Sweet Ride                                                                                           | Harvey Hart                                                              |
| 1968  | La Puce à l'oreille                                                 | A Flea in Her Ear                                                                                        | Jacques Charon                                                           |
| 1968  | La Planète des singes                                               | Planet of the Apes                                                                                       | Franklin Schaffner                                                       |
| 1968  | Les Pervertis                                                       | Pretty Poison                                                                                            | Noel Black                                                               |
| 1968  | Star !                                                              | | Robert Wise                                                              |
| 1969  | Les Cent Fusils                                                     | 100 Rifles                                                                                               | Tom Gries                                                                |
| 1969  | Butch Cassidy et le Kid                                             | Butch Cassidy and the Sundance Kid                                                                       | George Roy Hill                                                          |
| 1969  | Che !                                                               | Che! | Richard Fleischer                                                        |
| 1969  | L'Escalier                                                          | Staircase                                                                                                | Stanley Donen                                                            |
| 1969  | Les Géants de l'Ouest                                               | The Undefeated                                                                                           | Andrew V. McLaglen                                                       |
| 1969  | Hello, Dolly!                                                       | | Gene Kelly                                                               |
| 1969  | L'Homme le plus dangereux du monde                                  | The Chairman                                                                                             | J. Lee Thompson                                                          |
| 1969  | Justine                                                             | | George Cukor                                                             |
| 1969  | Promenade avec l'amour et la mort                                   | A Walk with Love and Death                                                                               | John Huston                                                              |
| 1970  | Le Clan des Siciliens                                               | | Henri Verneuil                                                           |
| 1970  | Hello-Goodbye                                                       | Hello, Goodbye                                                                                           | Jean Negulesco                                                           |
| 1970  | L'Insurgé                                                           | The Great White Hope                                                                                     | Martin Ritt                                                              |
| 1970  | Las Vegas, un couple                                                | The Only Game in Town                                                                                    | George Stevens                                                           |
| 1970  | La Lettre du Kremlin                                                | The Kremlin Letter                                                                                       | John Huston                                                              |
| 1970  | MASH                                                                | M*A*S*H                                                                                                  | Robert Altman                                                            |
| 1970  | Myra Breckinridge                                                   | | Mike Sarne (en)                                                          |
| 1970  | La Vallée des plaisirs                                              | Beyond the Valley of the Dolls                                                                           | Russ Meyer                                                               |
| 1970  | Patton                                                              | | Franklin Schaffner                                                       |
| 1970  | Le Secret de la planète des singes                                  | Beneath the Planet of the Apes                                                                           | Ted Post                                                                 |
| 1971  | Les Évadés de la planète des singes                                 | Escape from the Planet of the Apes                                                                       | Don Taylor                                                               |
| 1971  | French Connection                                                   | The French Connection                                                                                    | William Friedkin                                                         |
| 1971  | Panique à Needle Park                                               | The Panic in Needle Park                                                                                 | Jerry Schatzberg                                                         |
| 1971  | Point limite zéro                                                   | Vanishing Point                                                                                          | Richard C. Sarafian                                                      |
| 1971  | Satan, mon amour                                                    | The Mephisto Waltz                                                                                       | Paul Wendkos                                                             |
| 1972  | L'Autre                                                             | The Other                                                                                                | Robert Mulligan                                                          |
| 1972  | L'Aventure du Poséidon                                              | The Poseidon Adventure                                                                                   | Ronald Neame                                                             |
| 1972  | La Conquête de la planète des singes                                | Conquest of the Planet of the Apes                                                                       | J. Lee Thompson                                                          |
| 1972  | De l'influence des rayons gamma sur le comportement des marguerites | The Effect of Gamma Rays on Man-in-the-Moon Marigolds                                                    | Paul Newman                                                              |
| 1972  | Les Quatre Malfrats                                                 | The Hot Rock                                                                                             | Peter Yates                                                              |
| 1972  | Sounder                                                             | Sounder                                                                                                  | Martin Ritt                                                              |
| 1972  | Fureur noire                                                        | Trouble Man                                                                                              | Ivan Dixon                                                               |
| 1973  | La Bataille de la planète des singes                                | Battle for the Planet of the Apes                                                                        | J. Lee Thompson                                                          |
| 1973  | L'Empereur du Nord                                                  | Emperor of the North Pole                                                                                | Robert Aldrich                                                           |
| 1973  | Le Flic ricanant                                                    | The Laughing Policeman                                                                                   | Stuart Rosenberg                                                         |
| 1973  | The Last American Hero                                              | | Lamont Johnson                                                           |
| 1973  | Les Trois Mousquetaires                                             | The Three Musketeers                                                                                     | Richard Lester                                                           |
| 1973  | Police Puissance 7                                                  | The Seven-Ups                                                                                            | Philip D'Antoni                                                          |
| 1973  | La Chasse aux diplômes                                              | The Paper Chase                                                                                          | James Bridges                                                            |
| 1974  | Claudine                                                            | | John Berry                                                               |
| 1974  | Frankenstein Junior                                                 | Young Frankenstein                                                                                       | Mel Brooks                                                               |
| 1974  | Harry et Tonto                                                      | Harry and Tonto                                                                                          | Paul Mazursky                                                            |
| 1974  | La Tour infernale                                                   | The Towering Inferno                                                                                     | John Guillermin et Irwin Allen                                           |
| 1974  | Les 'S' Pions                                                       | S*P*Y*S                                                                                                  | Irvin Kershner                                                           |
| 1975  | The Rocky Horror Picture Show                                       | | Jim Sharman                                                              |
| 1975  | Enfin l'amour                                                       | At Long Last Love                                                                                        | Peter Bogdanovich                                                        |
| 1975  | French Connection 2                                                 | French Connection II                                                                                     | John Frankenheimer                                                       |
| 1975  | Le Frère le plus futé de Sherlock Holmes                            | The Adventure of Sherlock Holmes' Smarter Brother                                                        | Gene Wilder                                                              |
| 1975  | Le Froussard héroïque                                               | Royal Flash                                                                                              | Richard Lester                                                           |
| 1975  | Les Aventuriers du Lucky Lady                                       | Lucky Lady                                                                                               | Stanley Donen                                                            |
| 1975  | Un homme voit rouge                                                 | Ransom                                                                                                   | Caspar Wrede (en)                                                        |
| 1976  | Alex ou la Liberté (en)                                             | Alex and the Gypsy                                                                                       | John Korty                                                               |
| 1976  | Ambulances tous risques                                             | Mother, Jugs and Speed                                                                                   | Peter Yates                                                              |
| 1976  | Les Flics aux trousses (en)                                         | Moving Violation                                                                                         | Charles S. Dubin                                                         |
| 1976  | Intervention Delta                                                  | Sky Riders                                                                                               | Douglas Hickox                                                           |
| 1976  | NC                                                                  | Kenny and Company                                                                                        | Don Coscarelli                                                           |
| 1976  | La Malédiction                                                      | The Omen                                                                                                 | Richard Donner                                                           |
| 1976  | Next Stop, Greenwich Village                                        | Next Stop, Greenwich Village                                                                             | Paul Mazursky                                                            |
| 1976  | L'Oiseau bleu                                                       | The Blue Bird                                                                                            | George Cukor                                                             |
| 1976  | Transamerica Express                                                | Silver Streak                                                                                            | Arthur Hiller                                                            |
| 1977  | Route 666                                                           | Damnation Alley                                                                                          | Jack Smight                                                              |
| 1977  | De l'autre côté de minuit                                           | The Other Side of Midnight                                                                               | Charles Jarrott                                                          |
| 1977  | Drôle de séducteur                                                  | The World's Greatest Lover                                                                               | Gene Wilder                                                              |
| 1977  | Schmok                                                              | Fire Sale                                                                                                | Alan Arkin                                                               |
| 1977  | Julia                                                               | | Fred Zinnemann                                                           |
| 1977  | Anne et Andy                                                        | Raggedy Ann and Andy: A Musical Adventure                                                                | Richard Williams                                                         |
| 1977  | La guerre des étoiles                                               | Star Wars                                                                                                | George Lucas                                                             |
| 1977  | Le Tournant de la vie                                               | The Turning Point                                                                                        | Herbert Ross                                                             |
| 1977  | Un cocktail explosif                                                | Thunder and Lightning                                                                                    | Corey Allen                                                              |
| 1977  | Les Sorciers de la guerre                                           | Wizards                                                                                                  | Ralph Bakshi                                                             |
| 1978  | Damien : La Malédiction 2                                           | Damien: Omen II                                                                                          | Don Taylor                                                               |
| 1978  | Driver                                                              | The Driver                                                                                               | Walter Hill                                                              |
| 1978  | La Femme libre                                                      | An Unmarried Woman                                                                                       | Paul Mazursky                                                            |
| 1978  | Furie                                                               | The Fury                                                                                                 | Brian De Palma                                                           |
| 1978  | Magic                                                               | | Richard Attenborough                                                     |
| 1978  | Un mariage                                                          | A Wedding                                                                                                | Robert Altman                                                            |
| 1979  | Alien, le huitième passager                                         | Alien | Ridley Scott                                                             |
| 1979  | La Bande des quatre                                                 | Breaking Away                                                                                            | Peter Yates                                                              |
| 1979  | Dreamer (en)                                                        | | Noel Nosseck                                                             |
| 1979  | Les Joyeux Débuts de Butch Cassidy et le Kid                        | Butch and Sundance: The Early Days                                                                       | Richard Lester                                                           |
| 1979  | Norma Rae                                                           | | Martin Ritt                                                              |
| 1979  | Que le spectacle commence                                           | All That Jazz                                                                                            | Bob Fosse                                                                |
| 1979  | Quintet                                                             | | Robert Altman                                                            |
| 1979  | The Rose                                                            | | Mark Rydell                                                              |
| 1979  | The Runner Stumbles (en)                                            | | Stanley Kramer                                                           |
| 1979  | Scavenger Hunt                                                      | | Michael Schultz                                                          |
| 1980  | Au boulot... Jerry !                                                | Hardly Working                                                                                           | Jerry Lewis                                                              |
| 1980  | Brubaker                                                            | | Stuart Rosenberg                                                         |
| 1980  | Changement de saisons                                               | A Change of Seasons                                                                                      | Richard Lang et Noel Black                                               |
| 1980  | Comment se débarrasser de son patron                                | Nine to Five                                                                                             | Colin Higgins                                                            |
| 1980  | Le Diable en boîte                                                  | The Stunt Man                                                                                            | Richard Rush                                                             |
| 1980  | Mister Gaffes                                                       | Foolin' Around                                                                                           | Richard T. Heffron                                                       |
| 1980  | NC                                                                  | Headin' for Broadway (en)                                                                                | Joseph Brooks (en)                                                       |
| 1980  | Health                                                              | | Robert Altman                                                            |
| 1980  | Kagemusha, l'Ombre du guerrier                                      | 影武者 (Kagemusha)                                                                                       | Akira Kurosawa                                                           |
| 1980  | Détective comme Bogart                                              | The Man with Bogart's Face                                                                               | Robert Day                                                               |
| 1980  | Veux-tu être mon garde du corps ?                                   | My Bodyguard                                                                                             | Tony Bill                                                                |
| 1980  | Oh! Heavenly Dog (en)                                               | | Joe Camp                                                                 |
| 1980  | Willie and Phil                                                     | | Paul Mazursky                                                            |
| 1981  | Chasse à mort                                                       | Death Hunt                                                                                               | Peter Hunt                                                               |
| 1981  | Chu Chu and the Philly Flash                                        | | David Lowell Rich                                                        |
| 1981  | La Grande Zorro                                                     | Zorro, The Gay Blade                                                                                     | Peter Medak                                                              |
| 1981  | La Malédiction finale                                               | The Final Conflict                                                                                       | Charles Graham Baker                                                     |
| 1981  | NC                                                                  | Modern Problems (en)                                                                                     | Ken Shapiro (en)                                                         |
| 1981  | L'Œil du témoin                                                     | Eyewitness                                                                                               | Peter Yates                                                              |
| 1981  | NC                                                                  | On the Right Track                                                                                       | Lee Philips                                                              |
| 1981  | Shock Treatment                                                     | | Jim Sharman                                                              |
| 1981  | Taps                                                                | | Harold Becker                                                            |
| 1981  | NC                                                                  | Tattoo                                                                                                   | Bob Brooks (en)                                                          |
| 1981  | NC                                                                  | The Woman Inside (en)                                                                                    | Joseph Van Winkle                                                        |
| 1982  | Avec les compliments de l'auteur                                    | Author! Author!                                                                                          | Arthur Hiller                                                            |
| 1982  | Docteurs in love                                                    | Young Doctors in Love                                                                                    | Garry Marshall                                                           |
| 1982  | NC                                                                  | Neil Simon's I Ought to Be in Pictures (en)                                                              | Herbert Ross                                                             |
| 1982  | Kiss Me Goodbye                                                     | | Robert Mulligan                                                          |
| 1982  | Making Love                                                         | | Arthur Hiller                                                            |
| 1982  | NC                                                                  | Six Pack (en)                                                                                            | Daniel Petrie                                                            |
| 1982  | Le Verdict                                                          | The Verdict                                                                                              | Sidney Lumet                                                             |
| 1983  | L'Esprit d'équipe                                                   | All the Right Moves                                                                                      | Michael Chapman                                                          |
| 1983  | Le Mystère Silkwood                                                 | Silkwood                                                                                                 | Mike Nichols                                                             |
| 1983  | La Nuit des juges                                                   | The Star Chamber                                                                                         | Peter Hyams                                                              |
| 1983  | Pied au plancher                                                    | Heart Like a Wheel                                                                                       | Jonathan Kaplan                                                          |
| 1983  | Le Retour de Max Dugan (en)                                         | Max Dugan Returns                                                                                        | Herbert Ross                                                             |
| 1983  | To Be or Not to Be                                                  | | Alan Johnson                                                             |
| 1983  | Trahisons conjugales                                                | Betrayal                                                                                                 | David Hugh Jones                                                         |
| 1983  | La Valse des pantins                                                | The King of Comedy                                                                                       | Martin Scorsese                                                          |
| 1984  | À la poursuite du diamant vert                                      | Romancing the Stone                                                                                      | Robert Zemeckis                                                          |
| 1984  | Copain, Copine (en)                                                 | The Buddy System                                                                                         | Glenn Jordan                                                             |
| 1984  | Faut pas en faire un drame                                          | Unfaithfully Yours                                                                                       | Howard Zieff                                                             |
| 1984  | Rendez-vous à Broad Street                                          | Give My Regards to Broad Street                                                                          | Peter Webb                                                               |
| 1984  | Johnny le dangereux                                                 | Johnny Dangerously                                                                                       | Amy Heckerling                                                           |
| 1984  | Le Kid de la plage                                                  | The Flamingo Kid                                                                                         | Garry Marshall                                                           |
| 1984  | Le Vainqueur                                                        | Rhinestone                                                                                               | Bob Clark                                                                |
| 1984  | The Stone Boy                                                       | The Stone Boy                                                                                            | Christopher Cain                                                         |
| 1984  | Train d'enfer                                                       | | Roger Hanin                                                              |
| 1985  | NC                                                                  | Bad Medicine (en)                                                                                        | Harvey Miller                                                            |
| 1985  | Cocoon                                                              | | Ron Howard                                                               |
| 1985  | Commando                                                            | | Mark L. Lester                                                           |
| 1985  | Le Diamant du Nil                                                   | The Jewel of the Nile                                                                                    | Lewis Teague                                                             |
| 1985  | Le Docteur et les Assassins                                         | The Doctor and the Devils                                                                                | Freddie Francis                                                          |
| 1985  | Enemy                                                               | Enemy Mine                                                                                               | Wolfgang Petersen                                                        |
| 1985  | L'Homme à la chaussure rouge                                        | The Man with One Red Shoe                                                                                | Stan Dragoti                                                             |
| 1985  | Ladyhawke, la femme de la nuit                                      | Ladyhawke                                                                                                | Richard Donner                                                           |
| 1985  | Legend                                                              | | Ridley Scott                                                             |
| 1985  | Contact mortel                                                      | Warning Sign                                                                                             | Hal Barwood                                                              |
| 1986  | Aliens, le retour                                                   | Aliens                                                                                                   | James Cameron                                                            |
| 1986  | Les Aventures de Jack Burton dans les griffes du Mandarin           | Big Trouble in Little China                                                                              | John Carpenter                                                           |
| 1986  | Les Coulisses du pouvoir                                            | Power | Sidney Lumet                                                             |
| 1986  | Highlander                                                          | | Russell Mulcahy                                                          |
| 1986  | Jumpin' Jack Flash                                                  | | Penny Marshall                                                           |
| 1986  | Lucas                                                               | | David Seltzer                                                            |
| 1986  | La Tête dans les nuages                                             | The Boy Who Could Fly                                                                                    | Nick Castle                                                              |
| 1986  | NC                                                                  | Stripper (en)                                                                                            | Jerome Gary                                                              |
| 1987  | Broadcast News                                                      | | James L. Brooks                                                          |
| 1987  | Neige sur Beverly Hills                                             | Less Than Zero                                                                                           | Marek Kanievska                                                          |
| 1987  | Predator                                                            | Predator                                                                                                 | John McTiernan                                                           |
| 1987  | La Veuve noire                                                      | Black Widow                                                                                              | Bob Rafelson                                                             |
| 1987  | Wall Street                                                         | | Oliver Stone                                                             |
| 1988  | Big                                                                 | | Penny Marshall                                                           |
| 1988  | Cocoon, le retour                                                   | Cocoon: The Return                                                                                       | Daniel Petrie                                                            |
| 1988  | Futur immédiat, Los Angeles 1991                                    | Alien Nation                                                                                             | Charles Graham Baker                                                     |
| 1988  | Homeboy                                                             | | Michael Seresin                                                          |
| 1988  | Piège de cristal                                                    | Die Hard                                                                                                 | John McTiernan                                                           |
| 1988  | Saigon, l'enfer pour deux flics                                     | Off Limits                                                                                               | Christopher Crowe (en)                                                   |
| 1988  | Satisfaction                                                        | | Joan Freeman                                                             |
| 1988  | Working Girl                                                        | | Mike Nichols                                                             |
| 1988  | Young Guns                                                          | | Christopher Cain                                                         |
| 1989  | Abyss                                                               | The Abyss                                                                                                | James Cameron                                                            |
| 1989  | La Guerre des Rose                                                  | The War of the Roses                                                                                     | Danny DeVito                                                             |
| 1989  | Comment devenir beau, riche et célèbre !                            | How I Got into College                                                                                   | Savage Steve Holland                                                     |
| 1989  | L'Indomptée (en)                                                    | Sangre y arena                                                                                           | Javier Elorrieta (es)                                                    |
| 1989  | Un monde pour nous                                                  | Say Anything...                                                                                          | Cameron Crowe                                                            |
| 1989  | Weekend chez Bernie                                                 | Weekend at Bernie's                                                                                      | Ted Kotcheff                                                             |
| 1990  | 58 minutes pour vivre                                               | Die Hard 2                                                                                               | Renny Harlin                                                             |
| 1990  | Bienvenue au Paradis                                                | Come See the Paradise                                                                                    | Alan Parker                                                              |
| 1990  | NC                                                                  | Crazy Horse and Custer: The Untold Story                                                                 | Norman Foster                                                            |
| 1990  | Deux flics à Downtown                                               | Downtown                                                                                                 | Richard Benjamin                                                         |
| 1990  | Edward aux mains d'argent                                           | Edward Scissorhands                                                                                      | Tim Burton                                                               |
| 1990  | Maman, j'ai raté l'avion                                            | Home Alone                                                                                               | Chris Columbus                                                           |
| 1990  | Miller's Crossing                                                   | | Joel et Ethan Coen                                                       |
| 1990  | Predator 2                                                          | | Stephen Hopkins                                                          |
| 1991  | NC                                                                  | 29th Street                                                                                              | George Gallo                                                             |
| 1991  | Affaire non classée                                                 | Class Action                                                                                             | Michael Apted                                                            |
| 1991  | Le Choix d'aimer                                                    | Dying Young                                                                                              | Joel Schumacher                                                          |
| 1991  | For the Boys                                                        | | Mark Rydell                                                              |
| 1991  | Grand Canyon                                                        | | Lawrence Kasdan                                                          |
| 1991  | Les Nuits avec mon ennemi                                           | Sleeping with the Enemy                                                                                  | Joseph Ruben                                                             |
| 1991  | Ta mère ou moi                                                      | Only the Lonely                                                                                          | Chris Columbus                                                           |
| 1991  | Point Break                                                         | | Kathryn Bigelow                                                          |
| 1992  | Alien 3                                                             | | David Fincher                                                            |
| 1992  | Le Baiser empoisonné                                                | Prelude to a Kiss                                                                                        | Norman René                                                              |
| 1992  | Les Blancs ne savent pas sauter                                     | White Men Can't Jump                                                                                     | Ron Shelton                                                              |
| 1992  | Hoffa                                                               | | Danny DeVito                                                             |
| 1992  | Love Potion                                                         | Love Potion No. 9                                                                                        | Dale Launer                                                              |
| 1992  | Brothers in the Bronx                                               | Jumpin' at the Boneyard                                                                                  | Jeff Stanzler (en)                                                       |
| 1992  | Maman, j'ai encore raté l'avion                                     | Home Alone 2: Lost in New York                                                                           | Chris Columbus                                                           |
| 1992  | Ma vie est une comédie                                              | This Is My Life                                                                                          | Nora Ephron                                                              |
| 1992  | Mon cousin Vinny                                                    | My Cousin Vinny                                                                                          | Jonathan Lynn                                                            |
| 1992  | Obsession fatale                                                    | Unlawful Entry                                                                                           | Jonathan Kaplan                                                          |
| 1992  | Rapid Fire                                                          | | Dwight H. Little                                                         |
| 1992  | Toys                                                                | | Barry Levinson                                                           |
| 1992  | Une lueur dans la nuit                                              | Shining Through                                                                                          | David Seltzer                                                            |
| 1992  | Les Aventures de Zak et Crysta dans la forêt tropicale de FernGully | FernGully: The Last Rainforest                                                                           | Bill Kroyer                                                              |
| 1993  | Les Allumés de Beverly Hills                                        | The Beverly Hillbillies                                                                                  | Penelope Spheeris                                                        |
| 1993  | Le Bon Fils                                                         | The Good Son                                                                                             | Joseph Ruben                                                             |
| 1993  | La Disparue                                                         | The Vanishing                                                                                            | George Sluizer                                                           |
| 1993  | Madame Doubtfire                                                    | Mrs Doubtfire                                                                                            | Chris Columbus                                                           |
| 1993  | Le Gang des champions                                               | The Sandlot                                                                                              | David M. Evans                                                           |
| 1993  | NC                                                                  | Hear No Evil                                                                                             | Robert Greenwald                                                         |
| 1993  | Hot Shots! 2                                                        | Hot Shots! Part Deux                                                                                     | Jim Abrahams                                                             |
| 1993  | Jack the Bear                                                       | | Marshall Herskovitz                                                      |
| 1993  | Soleil levant                                                       | Rising Sun                                                                                               | Philip Kaufman                                                           |
| 1993  | La Star de Chicago                                                  | Rookie of the Year                                                                                       | Daniel Stern                                                             |
| 1993  | Le Tueur du futur (en)                                              | Ghost in the Machine                                                                                     | Rachel Talalay                                                           |
| 1994  | À toute allure                                                      | The Chase                                                                                                | Adam Rifkin                                                              |
| 1994  | Bébé part en vadrouille                                             | Baby's Day Out                                                                                           | Patrick Read Johnson (en)                                                |
| 1994  | Belles de l'Ouest                                                   | Bad Girls                                                                                                | Jonathan Kaplan                                                          |
| 1994  | Descente à Paradise                                                 | Trapped in Paradise                                                                                      | George Gallo                                                             |
| 1994  | La Mère idéale (en)                                                 | Trading Mom                                                                                              | Tia Brelis                                                               |
| 1994  | Miracle sur la 34e rue                                              | Miracle on 34th Street                                                                                   | Les Mayfield                                                             |
| 1994  | Nell                                                                | Nell | Michael Apted                                                            |
| 1994  | NC                                                                  | PCU (en)                                                                                                 | Hart Bochner                                                             |
| 1994  | Richard au pays des livres magiques                                 | The Pagemaster                                                                                           | Pixote Hunt                                                              |
| 1994  | La Révélation                                                       | The Scout                                                                                                | Michael Ritchie                                                          |
| 1994  | Speed                                                               | | Jan de Bont                                                              |
| 1994  | True Lies                                                           | True Lies                                                                                                | James Cameron                                                            |
| 1995  | Braveheart                                                          | | Mel Gibson                                                               |
| 1995  | Max zéro malgré lui                                                 | Bushwhacked                                                                                              | Greg Beeman                                                              |
| 1995  | Bye Bye Love                                                        | | Sam Weisman                                                              |
| 1995  | NC                                                                  | The Fantasy Worlds of Irwin Allen                                                                        | Kevin Burns (en)                                                         |
| 1995  | French Kiss                                                         | | Lawrence Kasdan                                                          |
| 1995  | Kiss of Death                                                       | | Barbet Schroeder                                                         |
| 1995  | Loin de la maison                                                   | Far from Home: The Adventures of Yellow Dog                                                              | Phillip Borsos                                                           |
| 1995  | Neuf mois aussi                                                     | Nine Months                                                                                              | Chris Columbus                                                           |
| 1995  | Où sont les hommes ?                                                | Waiting to Exhale                                                                                        | Forest Whitaker                                                          |
| 1995  | Power Rangers, le film                                              | Mighty Morphin Power Rangers: The Movie                                                                  | Bryan Spicer                                                             |
| 1995  | Une journée en enfer                                                | Die Hard: With a Vengeance                                                                               | John McTiernan                                                           |
| 1995  | Les Vendanges de feu                                                | A Walk in the Clouds                                                                                     | Alfonso Arau                                                             |
| 1996  | L'Agent secret                                                      | The Secret Agent                                                                                         | Christopher Hampton                                                      |
| 1996  | Broken Arrow                                                        | | John Woo                                                                 |
| 1996  | La Chasse aux sorcières                                             | The Crucible                                                                                             | Nicholas Hytner                                                          |
| 1996  | La Course au jouet                                                  | Jingle All the Way                                                                                       | Brian Levant                                                             |
| 1996  | Entre chiens et chats                                               | The Truth About Cats & Dogs                                                                              | Michael Lehmann                                                          |
| 1996  | La Couleur de l'arnaque                                             | The Great White Hype                                                                                     | Reginald Hudlin                                                          |
| 1996  | Independence Day                                                    | | Roland Emmerich                                                          |
| 1996  | Looking for Richard                                                 | | Al Pacino                                                                |
| 1996  | Poursuite                                                           | Chain Reaction                                                                                           | Andrew Davis                                                             |
| 1996  | Roméo + Juliette                                                    | Romeo + Juliet                                                                                           | Baz Luhrmann                                                             |
| 1996  | That Thing You Do!                                                  | | Tom Hanks                                                                |
| 1996  | Touche pas à mon périscope                                          | Down Periscope                                                                                           | David S. Ward                                                            |
| 1996  | Un beau jour                                                        | One Fine Day                                                                                             | Michael Hoffman                                                          |
| 1997  | Alien, la résurrection                                              | Alien: Resurrection                                                                                      | Jean-Pierre Jeunet                                                       |
| 1997  | Anastasia                                                           | | Don Bluth et Gary Goldman                                                |
| 1997  | Les Années rebelles                                                 | Inventing the Abbotts                                                                                    | Pat O'Connor                                                             |
| 1997  | La Croisière aventureuse                                            | Out to Sea                                                                                               | Martha Coolidge                                                          |
| 1997  | The Full Monty                                                      | | Peter Cattaneo                                                           |
| 1997  | Maman, je m'occupe des méchants !                                   | Home alone 3                                                                                             | Raja Gosnell                                                             |
| 1997  | Power Rangers Turbo, le film                                        | Turbo: A Power Rangers Movie                                                                             | Shuki Levy et David Winning                                              |
| 1997  | Casper, l'apprenti fantôme                                          | Casper: A Spirited Beginning                                                                             | Sean McNamara                                                            |
| 1997  | Speed 2 : Cap sur le danger                                         | Speed 2: Cruise Control                                                                                  | Jan de Bont                                                              |
| 1997  | Titanic                                                             | | James Cameron                                                            |
| 1997  | Trait pour trait                                                    | Picture Perfect                                                                                          | Glenn Gordon Caron                                                       |
| 1997  | Volcano                                                             | | Mick Jackson                                                             |
| 1998  | À tout jamais, une histoire de Cendrillon                           | Ever After                                                                                               | Andy Tennant                                                             |
| 1998  | Ainsi va la vie                                                     | Hope Floats                                                                                              | Forest Whitaker                                                          |
| 1998  | Bulworth                                                            | | Warren Beatty                                                            |
| 1998  | Couvre-feu                                                          | The Siege                                                                                                | Edward Zwick                                                             |
| 1998  | De grandes espérances                                               | Great Expectations                                                                                       | Alfonso Cuarón                                                           |
| 1998  | Docteur Dolittle                                                    | Doctor Dolittle                                                                                          | Betty Thomas                                                             |
| 1998  | Tempête de feu                                                      | Firestorm                                                                                                | Dean Semler                                                              |
| 1998  | Le Gang des Newton                                                  | The Newton Boys                                                                                          | Richard Linklater                                                        |
| 1998  | Mary à tout prix                                                    | There's Something About Mary                                                                             | Frères Farrelly                                                          |
| 1998  | L'Objet de mon affection                                            | The Object of My Affection                                                                               | Nicholas Hytner                                                          |
| 1998  | Sans complexes                                                      | How Stella Got Her Groove Back                                                                           | Kevin Rodney Sullivan                                                    |
| 1998  | Les Taudis de Beverly Hills                                         | Slums of Beverly Hills                                                                                   | Tamara Jenkins                                                           |
| 1998  | The X-Files, le film                                                | The X Files                                                                                              | Rob S. Bowman                                                            |
| 1999  | 35 heures, c'est déjà trop                                          | Office Space                                                                                             | Mike Judge                                                               |
| 1999  | Bangkok, aller simple                                               | Brokedown Palace                                                                                         | Jonathan Kaplan                                                          |
| 1999  | Haute Voltige                                                       | Entrapment                                                                                               | Jon Amiel                                                                |
| 1999  | Ma mère, moi et ma mère                                             | Anywhere But Here                                                                                        | Wayne Wang                                                               |
| 1999  | Vorace                                                              | Ravenous                                                                                                 | Antonia Bird                                                             |
| 2000  | Apparences                                                          | What Lies Beneath                                                                                        | Robert Zemeckis                                                          |
| 2000  | Big Mamma                                                           | Big Momma's House                                                                                        | Raja Gosnell                                                             |
| 2000  | Endiablé                                                            | Bedazzled                                                                                                | Harold Ramis                                                             |
| 2000  | Fous d'Irène                                                        | Me, Myself & Irene                                                                                       | Frères Farrelly                                                          |
| 2000  | Seul au monde                                                       | Cast Away                                                                                                | Robert Zemeckis                                                          |
| 2000  | Titan A.E.                                                          | | Don Bluth et Gary Goldman                                                |
| 2000  | X-Men                                                               | | Bryan Singer                                                             |
| 2001  | L'Amour extra-large                                                 | Shallow Hal                                                                                              | Frères Farrelly                                                          |
| 2001  | Le Baiser mortel du dragon                                          | Kiss of the Dragon                                                                                       | Chris Nahon                                                              |
| 2001  | Le Chevalier Black                                                  | Black Knight                                                                                             | Gil Junger                                                               |
| 2001  | Docteur Dolittle 2                                                  | | Steve Carr                                                               |
| 2001  | From Hell                                                           | | Albert et Allen Hughes                                                   |
| 2001  | Glitter                                                             | | Vondie Curtis-Hall                                                       |
| 2001  | NC                                                                  | I Love You Baby (en)                                                                                     | Alfonso Albacete (es) et David Menkes (es)                               |
| 2001  | Monkeybone                                                          | Monkeybone                                                                                               | Henry Selick                                                             |
| 2001  | La Planète des singes                                               | Planet of the Apes                                                                                       | Tim Burton                                                               |
| 2001  | Trop, c'est trop !                                                  | Say It Isn't So                                                                                          | J. B. Rogers (en)                                                        |
| 2002  | L'Âge de glace                                                      | Ice Age                                                                                                  | Chris Wedge et Carlos Saldanha                                           |
| 2002  | Brown Sugar                                                         | | Rick Famuyiwa                                                            |
| 2002  | Les 20 premiers millions                                            | The First $20 Million Is Always the Hardest                                                              | Mick Jackson                                                             |
| 2002  | Minority Report                                                     | | Steven Spielberg                                                         |
| 2002  | Les Sentiers de la perdition                                        | Road to Perdition                                                                                        | Sam Mendes                                                               |
| 2002  | Solaris                                                             | | Steven Soderbergh                                                        |
| 2003  | Daredevil                                                           | | Mark Steven Johnson                                                      |
| 2003  | Dark Wolf                                                           | | Richard Friedman                                                         |
| 2003  | Deux en un                                                          | Stuck On You                                                                                             | Peter et Bobby Farrelly                                                  |
| 2003  | Pour le meilleur et pour le rire                                    | Just Married                                                                                             | Shawn Levy                                                               |
| 2003  | La Ligue des gentlemen extraordinaires                              | The League of Extraordinary Gentlemen                                                                    | Stephen Norrington                                                       |
| 2003  | Master and Commander : De l'autre côté du monde                     | Master and Commander: The Far Side of the World                                                          | Peter Weir                                                               |
| 2003  | Le Purificateur                                                     | The Order                                                                                                | Brian Helgeland                                                          |
| 2003  | Battle for Terra                                                    | | Aristomenis Tsirbas                                                      |
| 2003  | Treize à la douzaine                                                | Cheaper by the Dozen                                                                                     | Shawn Levy                                                               |
| 2003  | X-Men 2                                                             | X2 | Bryan Singer                                                             |
| 2004  | Alien vs. Predator                                                  | AVP: Alien vs. Predator                                                                                  | Paul W. S. Anderson                                                      |
| 2004  | T'as l'bonjour d'Albert                                             | Fat Albert                                                                                               | Joel Zwick                                                               |
| 2004  | Garfield                                                            | | Peter Hewitt                                                             |
| 2004  | I, Robot                                                            | | Alex Proyas                                                              |
| 2004  | Le Jour d'après                                                     | The Day After Tomorrow                                                                                   | Roland Emmerich                                                          |
| 2004  | New York Taxi                                                       | | Tim Story                                                                |
| 2004  | Paparazzi : Objectif chasse à l'homme                               | Paparazzi                                                                                                | Paul Abascal                                                             |
| 2004  | Le Vol du Phœnix                                                    | Flight of the Phoenix                                                                                    | John Moore                                                               |
| 2005  | Elektra                                                             | | Rob S. Bowman                                                            |
| 2005  | Robots                                                              | | Chris Wedge et Carlos Saldanha                                           |
| 2005  | Kingdom of Heaven                                                   | | Ridley Scott                                                             |
| 2005  | Les Quatre Fantastiques                                             | Fantastic Four                                                                                           | Tim Story                                                                |
| 2005  | Le Transporteur 2                                                   | | Louis Leterrier                                                          |
| 2005  | Treize à la douzaine 2                                              | Cheaper by the Dozen 2                                                                                   | Adam Shankman                                                            |
| 2005  | Trouble Jeu                                                         | Hide and Seek                                                                                            | John Polson                                                              |
| 2005  | Winn-Dixie mon meilleur ami                                         | Because of Winn-Dixie                                                                                    | Wayne Wang                                                               |
| 2006  | L'Âge de glace 2                                                    | Ice Age: The Meltdown                                                                                    | Carlos Saldanha                                                          |
| 2006  | La Nuit au musée                                                    | Night at the Museum                                                                                      | Shawn Levy                                                               |
| 2006  | Eragon                                                              | | Stefen Fangmeier                                                         |
| 2006  | X-Men : L'Affrontement final                                        | X-Men: The Last Stand                                                                                    | Brett Ratner                                                             |
| 2007  | Les Quatre Fantastiques et le Surfer d'argent                       | Fantastic Four: Rise of The Silver Surfer                                                                | Tim Story                                                                |
| 2007  | Alerte à Miami : Reno 911 !                                         | Reno 911!: Miami                                                                                         | Robert Ben Garant                                                        |
| 2007  | Aliens vs. Predator: Requiem                                        | AVPR: Aliens vs Predator - Requiem                                                                       | Frères Strause                                                           |
| 2007  | Big Movie                                                           | Epic Movie                                                                                               | Jason Friedberg et Aaron Seltzer                                         |
| 2007  | Death Sentence                                                      | | James Wan                                                                |
| 2007  | Die Hard 4 : Retour en enfer                                        | Live Free or Die Hard                                                                                    | Len Wiseman                                                              |
| 2007  | Hitman                                                              | | Xavier Gens                                                              |
| 2007  | Pathfinder : Le Sang du guerrier                                    | Pathfinder                                                                                               | Marcus Nispel                                                            |
| 2007  | Les Portes du temps                                                 | The Seeker: The Dark Is Rising                                                                           | David L. Cunningham                                                      |
| 2007  | Les Simpson, le film                                                | The Simpsons Movie                                                                                       | David Silverman                                                          |
| 2007  | Voisin contre voisin                                                | Deck the Halls                                                                                           | John Whitesell                                                           |
| 2007  | Tamagotchi: le film                                                 | Tamagotchi: The Movie                                                                                    | Don Bluth                                                                |
| 2008  | Appelez-moi Dave                                                    | Meet Dave                                                                                                | Brian Robbins                                                            |
| 2008  | Australia                                                           | | Baz Luhrmann                                                             |
| 2008  | Babylon A.D.                                                        | | Mathieu Kassovitz                                                        |
| 2008  | Les Chimpanzés de l'espace                                          | Space Chimps                                                                                             | Kirk DeMicco                                                             |
| 2008  | La Cité de l'ombre                                                  | City of Ember                                                                                            | Gil Kenan                                                                |
| 2008  | Horton                                                              | Horton                                                                                                   | Jimmy Hayward et Steve Martino                                           |
| 2008  | L'Île de Nim                                                        | Nim's Island                                                                                             | Jennifer Flackett (en) et Mark Levin                                     |
| 2008  | Jackpot                                                             | What Happens in Vegas                                                                                    | Tom Vaughan                                                              |
| 2008  | Le Jour où la Terre s'arrêta                                        | The Day the Earth Stood Still                                                                            | Scott Derrickson                                                         |
| 2008  | Marley et moi                                                       | Marley and Me                                                                                            | David Frankel                                                            |
| 2008  | Max Payne                                                           | | John Moore                                                               |
| 2008  | Phénomènes                                                          | The Happening                                                                                            | M. Night Shyamalan                                                       |
| 2008  | X-Files : Régénération                                              | The X-Files: I Want to Believe                                                                           | Chris Carter                                                             |
| 2009  | Les Zintrus                                                         | Aliens in the Attic                                                                                      | John Schultz                                                             |
| 2009  | Avatar                                                              | [ 79 ]                                                                                                   | James Cameron                                                            |
| 2009  | Dragonball Evolution                                                | | James Wong                                                               |
| 2009  | NC                                                                  | La inercia de los cuerpos                                                                                | Liberto Rabal (es)                                                       |
| 2009  | La Nuit au musée 2                                                  | Night at the Museum 2: Battle of the Smithsonian                                                         | Shawn Levy                                                               |
| 2009  | X-Men Origins: Wolverine                                            | | Gavin Hood                                                               |
| 2009  | L'Âge de glace 3                                                    | Ice Age 3: Dawn of the Dinosaurs                                                                         | Carlos Saldanha                                                          |
| 2009  | The Marine 2                                                        | | Roel Reiné                                                               |
| 2010  | Percy Jackson : Le Voleur de foudre                                 | Percy Jackson and the Olympians: The Lightning Thief                                                     | Chris Columbus                                                           |
| 2010  | Fantastic Mr. Fox                                                   | | Wes Anderson                                                             |
| 2010  | Crazy Night                                                         | Date Night                                                                                               | Shawn Levy                                                               |
| 2010  | L'Agence tous risques                                               | The A-Team                                                                                               | Joe Carnahan                                                             |
| 2010  | My Name Is Khan                                                     | | Karan Johar                                                              |
| 2010  | Fée malgré lui                                                      | Tooth Fairy                                                                                              | Michael Lembeck                                                          |
| 2010  | Predators                                                           | | Nimród Antal                                                             |
| 2010  | Night and Day                                                       | Knight and Day                                                                                           | James Mangold                                                            |
| 2010  | Wall Street : L'argent ne dort jamais                               | Wall Street: Money Never Sleeps                                                                          | Oliver Stone                                                             |
| 2011  | La Planète des singes : Les Origines                                | Rise of the Planet of the Apes                                                                           | Rupert Wyatt                                                             |

## 20th Century Studios (2020-)
Le studio est rebaptisé 20th Century Studios après l'acquisition de 21st Century Fox par Disney.
- 2020: L'Appel de la forêt ("The Call Of The Wild") de Chris Sanders
- 2021 : Le Dernier Duel (The Last Duel) de Ridley Scott
- 2022 : Mort sur le Nil (Death on the Nile) de Kenneth Branagh
- 2022 : La Princesse (The Princess) de Le-Van Kiet (en)
- 2022 : Prey de Dan Trachtenberg
- 2022 : Avatar : La Voie de l'eau ("Avatar: The Way of Water")de James Cameron
- 2023 : L'Étrangleur de Boston (Boston Strangler) de Matt Ruskin
- 2023 : Les Blancs ne savent pas sauter (White Men Can't Jump) de Calmatic
- 2023 : The Boogeyman de Rob Savage
- 2023 : Traquée (No One Will Save You) de Brian Duffield
- 2023 : The Creator de Gareth Edwards
- 2024 : Alien: Romulus de Fede Álvarez
- 2025 : Predator: Killer of Killers de Dan Trachtenberg
- 2025 : Deliver Me from Nowhere de Scott Cooper
- 2025 : Wild Speed Girl (Eenie Meanie) de Shawn Simmons